# 格施泰格维勒
格施泰格维勒（德語：Gsteigwiler）是瑞士伯恩州的一个市镇。该市镇总面积为7.02平方千米，截至2018年12月31日总人口为404人。